# Papulaspora pisicola
Papulaspora pisicola är en svampart som beskrevs av J.F.H. Beyma 1931. Papulaspora pisicola ingår i släktet Papulaspora, klassen Sordariomycetes, divisionen sporsäcksvampar och riket svampar.   Inga underarter finns listade i Catalogue of Life.